# Аруська сільська рада (Тапаський район)
А́руська сільська рада (ест. Aru külanõukogu, рос. Аруский сельский совет) — сільська рада в Естонській РСР, адміністративно-територіальна одиниця в складі повіту Ярвамаа (1945—1950) та Тапаського району (1950—1954).

## Населені пункти
Сільській раді підпорядковувалися села: Янеда (Jäneda), Кітсекюла (Kitseküla), Кеелме (Коолме) (Keelme (Koolme), Ляпі (Läpi), Прууна-Еескирве (Pruuna-Eeskõrve), Оякюла (Ojaküla), Ару (Aru).

## Історія
8 серпня 1945 року на території волості Легтсе в Ярваському повіті утворена Аруська сільська рада з центром у поселенні Ару.
26 вересня 1950 року, після скасування в Естонській РСР повітового та волосного поділу, сільська рада ввійшла до складу новоутвореного Тапаського сільського району.
17 червня 1954 року в процесі укрупнення сільських рад Естонської РСР Аруська сільська рада ліквідована. Її територія склала північно-західну частину Легтсеської сільської ради.